# Moravany nad Váhom
Pour les articles homonymes, voir Moravany.
Moravany nad Váhom (« Moravany sur le Váh ») est un village du district de Piešťany, dans la région de Trnava, en Slovaquie.

## Géographie
Moravany nad Váhom se trouve à 5 km de Piešťany, dans la vallée du Váh. 

## Histoire
La première mention écrite du village date de 1348.

## Démographie

### Évolution de la population
| Année:               | 1994. | 2004.    | 2014.    | 2024.   |
| -------------------- | ----- | -------- | -------- | ------- |
| Nombre de personnes: | 1803  | 2041     | 2330     | 2505    |
| Différence:          |       | +13,20 % | +14,15 % | +7,51 % |

| Année:               | 2023. | 2024.   |
| -------------------- | ----- | ------- |
| Nombre de personnes: | 2485  | 2505    |
| Différence:          |       | +0,80 % |

## Préhistoire
La commune abrite un site archéologique du Paléolithique supérieur. Le lieu a été occupé par des chasseurs de mammouths. En 1938, on y trouva la « Vénus de Moravany », une statuette taillée dans l'ivoire, haute de 7,6 cm et vieille de 22 800 ans (Gravettien). Elle est exposée au musée national, dans le château de Bratislava.
D'autres vénus paléolithiques ont été trouvées dans la région, notamment à Willendorf, Galgenberg, Dolní Věstonice, et à Petrkovice.
Le site a aussi été occupé à l'époque de la culture de Lengyel (vers 4900 av. J.-C.).

## Culture et patrimoine
- L´église catholique-romaine de saint Martin de Tours, le plus vieux bâtiment du village. Elle est construite sur les fondements d´une église romane du XIIIe siècle.
- Le château de Moravany, du XVIe siècle, de style Renaissance baroquisé